# Natascha Hiltrop
Natascha Hiltrop (* 18. Juli 1992 in Bonn) ist eine deutsche Behindertensportlerin.

## Werdegang
Natascha Hiltrop ist schwerbehindert mit einer inkompletten Querschnittlähmung. Da sie dennoch Leistungssport ausüben wollte, wählte sie als Sportart den Schießsport, den sie sowohl mit dem Luftgewehr als auch mit dem Kleinkalibergewehr liegend und stehend, im Einzelkampf und im Team betrieb.
Wegen ihrer guten Schießergebnisse wurde sie schon bald Mitglied der Deutschen Behindertenschützen-Nationalmannschaft und nahm mit ihr an Europa- und Weltmeisterschaften, aber auch an Paralympischen Spielen teil. Sie war dabei sehr vielseitig in der Auswahl und beim Einsatz in den Schießsportdisziplinen: Im Einzelnen übte sie ihren Sport in folgenden Schießmöglichkeiten aus: R 2, Luftgewehr 60 Schuss liegend, R 2 stehend 40 Schuss, R 3 Mannschaft, liegend, 60 Schuss, R 6, Kleinkaliber, liegend/Anschlag, 60 Schuss, R 8 Mannschaft, Dreistellung, 3 × 20 Schuss.
im Deutschen Schützenbund engagiert sich Hiltrop als Inklusionsmanagerin.

## Leistungen in internationalen Wettbewerben
Zum ersten Mal wurde sie 2010 international eingesetzt. Bei den Weltmeisterschaften 2010 erreichte sie mit der deutschen Mannschaft im R 3 den 3. Platz und damit eine Bronzemedaille. Sie nahm dann auch an den folgenden Weltmeisterschaften 2014 und 2018 teil und war jeweils erfolgreich: 2014 wurde sie mit dem Team in R 6 Gewinnerin einer Silbermedaille und 2018 gewann mit dem R 3 Team erneut eine Bronzemedaille. Schon vorher war sie 2013 Europameisterin im R 3 geworden.
Auch bei den Paralympischen Spielen 2012 und 2016 wirkte sie mit. Sie wurde in der Disziplin R 3 2012 Sechste und gewann 2016 in R 3 eine Silbermedaille. Außerdem erreichte sie im R 8 den vierten Platz. 2016 siegte sie beim Weltcup des Internationalen Paralympischen Komitees (IPC) in Al Ain (Vereinigte Arabische Emirate) im Liegendschießen mit dem Luftgewehr. Beim Para Sport Weltcup im kroatischen Osijek  errang sie im Juli 2019 den zweiten Platz im Dreistellungswettkampf und den ersten Platz beim Liegendschießen mit dem Kleinkalibergewehr.
Für den Medaillengewinn bei den Paralympischen Sommerspielen 2016 wurden sie am 1. November 2016 von Bundespräsident Joachim Gauck mit dem Silbernen Lorbeerblatt ausgezeichnet. Bei den Paralympischen Spielen 2020 in Tokio holte sie die Goldmedaille. Das erste Gold seit den Spielen 2004 in Athen im Schießen. Während der Schlussfeier der Spiele in Tokio ist sie die Fahnenträgerin der deutschen Para-Mannschaft. Bei den Sommer-Paralympics 2024 in Paris gewann sie Gold im Schießen im Dreistellungskampf und liegend.